# Droserotoma boppei
Droserotoma boppei är en skalbaggsart som först beskrevs av Auguste Lameere 1920.  Droserotoma boppei ingår i släktet Droserotoma och familjen långhorningar.
Artens utbredningsområde är Gabon. Inga underarter finns listade i Catalogue of Life.